# غرابيز
غرابيز هي قرية في البوسنة والهرسك. وهي تقع على أراضي مدينة بيهاتش التابعة لكانتون يونا-سانا في اتحاد البوسنة والهرسك. طبقا لنتائج تعداد البوسنة عام 2013، فلم تسجل فيها أي إحصائيات.

## التركيبة السكانية

### التطور التاريخي للسكان
| 1961 | 1971 | 1981 | 1991 | 2013 |
| ---- | ---- | ---- | ---- | ---- |
| 65   | 50   | 29   | 7    | 0    |

### توزيع السكان حسب الجنسية (1991)
في عام 1991، كان المجتمع المحلي للقرية يتألف من 7 أشخاص وكانوا جميعا من الصرب.